# 芭比之夢幻仙境 美人魚芭比
《芭比之夢幻仙境 美人魚芭比》（英語：Barbie Fairytopia: Mermaidia）是狮门娱乐（Lionsgate）和环球影业於2006年3月14日以DVD和VHS的形式發售的錄影帶首映動畫作品。該作為芭比動畫系列的第7部電影，也是《芭比之夢幻仙境》的續集。
台灣於2006年4月14日由得利影視股份有限公司代理發行VCD和DVD，2007年12月21日再版發行。另外，曼迪傳播和傳訊時代多媒體股份有限公司也發行了該作的DVD。
香港於2008年3月11日發行DVD，3月31日發行VCD，由洲立影視有限公司代理發行。
中国大陆由中国录音录像出版总社出版，中录华纳家庭娱乐有限公司发行DVD和VCD，之后DVD又由新汇集团上海声像出版社有限公司再版发行。

## 劇情
在上一集中，愛莉娜打敗露雲娜，拯救了夢幻仙境後，她得到了屬於她自己的一對翅膀。然而被囚禁在內陸沼澤的露雲娜為了破解禁錮自己的魔咒，她派手下的磨菇頭去人魚王國幫她尋找一顆能夠破解一切魔法的護身莓，只要吃下這顆神奇的護身莓，任何魔法都對她無效。但是，只有人魚王國的皇室成員才知道這顆護身莓藏在哪裡，於是露雲娜命令磨菇頭綁架了人魚王子拿路，讓他帶他們去找護身莓，如果拿路王子不從，磨菇頭就往水里下毒，危害人魚王國。
海蝴蝶來到魔法草原，將拿路王子被磨菇頭綁架的事告訴了愛莉娜。為了拯救受難的朋友，愛莉娜和咇寶來到了人魚王國的海岸邊，但她不知道拿路王子在哪裡。在毫無線索的情況下，愛莉娜遇到了冷漠的美人魚諾麗，諾麗是拿路王子的好朋友，也是他的暗恋者，她以为拿路王子喜欢愛莉娜，所以对愛莉娜产生了戒備心，不想理會她。諾麗在得知拿路王子被綁架的消息後，心急如焚，她打算甩掉愛莉娜，獨自去救拿路王子。愛莉娜吃了能在水裡呼吸的海藻，跟着諾麗来到了人魚王國，但是要知道拿路王子在哪裡，就必須先要找到靈媒特耳菲。愛莉娜和諾麗通过海精靈的指点找到了特耳菲，特耳菲告訴她們想要知道拿路王子在哪裡，就必須要去絕望深淵找到雲霧明鏡，但是特耳菲又告诉愛莉娜，去往絕望深淵需要她和諾麗相互幫助才能到達，並且還有可能要牺牲掉她的翅膀，换取一条人鱼尾巴。愛莉娜才得到翅膀没多久，她不想放弃自己得來不易的翅膀。特耳菲给了她一串由五顆白色珍珠所串成的項鏈，如果愛莉娜需要這麼做，就對珍珠項鏈許願，在獲得尾巴的同時，珍珠會完全變成藍色，但是在最後一顆珍珠变回白色之前她必须要回到岸上，否则她将永远变成人鱼。愛莉娜說她保證不會使用到它。
愛莉娜在諾麗的帶領下來到了水流湍急的絕望深淵，愛莉娜因為沒有尾巴，所以游得很吃力。諾麗獨自向前游去，卻不慎被海草給纏住，準備將她吞噬。愛莉娜聽到諾麗的求救聲，努力地向前游去，在情急之下，她对着珍珠項鏈許願賜予她一條尾巴。用翅膀成功換取了尾巴的愛莉娜及時拉住諾麗，將諾麗救了出來。兩人齊心協力躲過海草的襲擊，來到了雲霧明鏡的所在之地。雲霧明鏡顯示拿路王子被磨菇頭捆綁在一個岸上，並發出一道魔法光團，讓她們跟着光團去找到拿路王子。此時，麥斯在一個洞穴中找到了免疫漿果。愛莉娜和諾麗穿過熔岩噴流間隙泉，成功來到了岸上，两人相互配合救下拿路王子，並從麥斯手中搶走了護身莓。麥斯帶領着其他磨菇頭開始在水中追捕她們和拿路王子，於是愛莉娜出了個主意，讓諾麗將護身莓藏起來，把一個可以還原真實自我的果實偽裝成護身莓交給她。而此時，最後一顆珍珠正逐漸變為白色，愛莉娜拿着假的護身莓趕忙上了岸，沒想到麥斯已經等在岸上威脅她，如果她不把護身莓交出來，他就把毒藥扔進海里。愛莉娜把假的護身莓交給了麥斯，麥斯卻出爾反爾，把毒藥扔了下去。愛莉娜趕緊跳下去接住毒藥并合上了毒藥的瓶蓋，在最後一顆珍珠變為白色時進入了海里。愛莉娜拯救了人魚王國，但自己卻永遠失去了翅膀。愛莉娜正難過時，諾麗摘了一個可以還原真實自我的果實讓愛莉娜吃下，愛莉娜還原了真實的自我，獲得了比以前更漂亮的翅膀。愛莉娜解除了她和諾麗之間的誤會，還調侃說想看到露雲娜在吃護身莓時的樣子。露雲娜吃下了麥斯給她帶去的護身莓，沒想到變成了一隻癩蛤蟆，她憤怒地發誓要向愛莉娜復仇。

## 配音員
| 角色                          | 英語原聲          | 國語配音 | 國語配音 | 國語配音 |
| 角色                          | 英語原聲          | 中国大陆 | 台湾     | 广东话   |
| ----------------------------- | ----------------- | -------- | -------- | -------- |
| 愛莉娜（Elina）               | 凱莉·謝里丹       | 司徒影   | 李直平   | 潘芳芳   |
| 咇寶（Bibble）                | 李·托克卡         | 原聲     | 原聲     | 原聲     |
| 艾絲雅（Azura）               | 维努斯·特雷佐     | 周莹     | 王華怡   | 杜雯惠   |
| 諾麗（Nori）                  | 恰拉·赞尼         | 李俊英   | 錢欣郁   | 郭碧珍   |
| 麥斯（Fungus Maximus）        | 克里斯托弗·賈茲   | 张立昆   | 林協忠   | 龔國強   |
| 丹莉安（Dandelion）           | 塔碧莎·卓曼       | 赵冰冰   | 錢欣郁   | 蘇青鳳   |
| 海蝴蝶（Sea Butterfly）       | 安卓亞·李柏曼     | 郑莉     | ？       | 麥智鈞   |
| 拿路王子（Prince Nalu）       | 亚历山卓·朱利安尼 | 赵威     | 于正昌   | 張繼聰   |
| 特耳菲（Delphine）            | 妮可·奧利佛       | 赵冰冰   | 姜瑰瑾   | 杜雯惠   |
| 露雲娜（Laverna）             | 凱斯琳·巴爾       | 谢佳     | 孫若瑜   | 邵美君   |
| 紫色人魚仙（Purple Merfairy） | 维努斯·特雷佐     | 陈咪娜   | ？       | 饒瑋賢   |
| 紅色人魚仙（Pink Merfairy）   | 泰瑞·罗特尔       | 田玉洁   | ？       | 麥智鈞   |
| 黃色人魚仙（Yellow Merfairy） | 布里特妮·威尔逊   | 谢佳     | ？       | 黃紫嫻   |
| 海精靈（Teeny Mermaid）       | 塔碧莎·卓曼       | 李俊英   | ？       | 麥智鈞   |
| 大眼（Wise Fish）             | 帕姆·海厄特       | 温畅     | ？       | 邵美君   |
| 咇寶 2（Deep Bibble）         | 布鲁·曼库玛       | 张立昆   | ？       | 古明華   |
| 磨菇頭（Fungus）              | 李·托克卡         | 赵威     | 夏治世   | 李忠強   |

## 配音譯製人員
中国大陆國語版工作人員
- 翻译：黄国新
- 导配：蔡济生
- 混音：黎志雄
- 统筹：关惠霞
- 录制：创声配音制作有限公司

廣東話版工作人員
- 翻譯：黃國新
- 導配：謝月美
- 混音：黎志雄
- 統籌：關惠霞
- 錄製：創聲配音製作有限公司

## 備註
1. 1 2  依照芭比之夢幻仙境系列電影故事發生的時間次序。
2. 1 2  依照芭比系列電影上映次序。

## 資料來源
1. ↑  . 2022-01-11  [2022-01-11]. （原始内容存档于2022-01-11）.
2. ↑  . 2022-01-11  [2022-01-11]. （原始内容存档于2022-01-11）.
3. ↑  . 2022-01-11  [2022-01-11]. （原始内容存档于2022-01-11）.
4. ↑  . 2022-01-11  [2022-01-11]. （原始内容存档于2022-01-11）.
5. ↑  . 2022-01-11  [2022-01-11]. （原始内容存档于2022-01-13）.
6. ↑  . 2022-01-11  [2022-01-11]. （原始内容存档于2022-01-11）.
7. ↑  . 2022-01-11  [2022-01-11]. （原始内容存档于2022-01-11）.
8. ↑  . 2022-01-11  [2022-01-11]. （原始内容存档于2022-01-11）.

## 外部連結
- 在Netflix上觀看《芭比之夢幻仙境 美人魚芭比》
- 互联网电影数据库（IMDb）上《芭比之夢幻仙境 美人魚芭比》的资料（英文）
- 豆瓣电影上《芭比之夢幻仙境 美人魚芭比》的資料 （简体中文）
- AllMovie上《芭比之夢幻仙境 美人魚芭比》的资料（英文）
- 爛番茄上《芭比之夢幻仙境 美人魚芭比》的資料（英文）